# Royalties (album)
 (juillet 2015).
Si vous disposez d'ouvrages ou d'articles de référence ou si vous connaissez des sites web de qualité traitant du thème abordé ici, merci de compléter l'article en donnant les références utiles à sa vérifiabilité et en les liant à la section « Notes et références ».

Royalties est le sixième album de Stomy Bugsy. Il est sorti en mars 2015.

## Liste des pistes
1. Kom D Anges - 02:36
2. Les Mains En L’air - 04:03
3. Barrabas - 03:40
4. I’m Fly Feat B.Howard - 03:30
5. Cocainoman - 03:19
6. La Pute - 04:35
7. Tire Pas Sur Mes Potos - 03:45
8. Mama Caillera - 04:33
9. Mon Androide - 04:30
10. Gilles Duarte A Tire Sur Stomy Bugsy - 03:48
11. La Vallee Des Rois Feat Woz Kaly - 04:29
12. 10 Millions - 06:53